# Roswell: W kręgu tajemnic (serial telewizyjny)
Roswell: W kręgu tajemnic – amerykański serial s-f zainspirowany książką "Roswell High". Serial opowiada historię trójki (w drugim sezonie czwórki) kosmitów, którzy w 1947 rozbili się nieopodal Roswell oraz ich ludzkich przyjaciół.

## Historia
Gdy stacja The WB wyemitowała pierwszą serię Roswell wyreżyserowaną przez Jasona Katimsa, nie cieszyła się ona wielką popularnością. Gdyby nie fani, którzy w ramach protestu zasypali stację mnóstwem butelek po sosie tabasco (ulubionej przyprawie obcych w serialu), produkcja skończyłaby się na 22 odcinkach. Ostatecznie tak się nie stało i stacja WB wraz z panem Katimsem nakręciła drugi sezon, który miał o wiele większą popularność niż poprzednik.
Jesienią 2001 telewizja The WB postanowiła nakręcić Tajemnice Smallville. Trzecia (ostatnia) seria została całkowicie zmieniona z uwagi na zmianę producenta, którym stała się stacja UPN. Zmiana producenta wpłynęła na cały serial. Całkowita zmiana czołówki, nowy bohater i trochę inny klimat – to wszystko sprawiło, że Roswell nie miało dobrej oglądalności. I ponownie interweniować musieli fani. Poprzestać miano na nakręceniu tylko 12 odcinków, jednak po zebraniu kilkunastu tysięcy podpisów po internetową petycją, stacja UPN zmieniła decyzję i postanowiła dokończyć kręcenie trzeciego sezonu, który w sumie doczekał się 18 odcinków.
W 2011 roku stacja Fox Polska HD zdecydowała się na emisję Roswell od 1. odcinka.

## Aktorzy i bohaterowie
- Shiri Appleby jako Elizabeth "Liz" Parker (później Evans) – prowadzi pamiętnik, od jej uzdrowienia przez Maxa rozpoczyna się serial
- Jason Behr jako Maxwell "Max" Evans – kosmita, lider grupy
- Katherine Heigl jako Isabel Amanda Evans (później Ramirez) – siostra Maxa
- Majandra Delfino jako Maria DeLuca – najlepsza przyjaciółka Liz
- Brendan Fehr jako Michael Guerin – kosmita, zastępca Maxa
- Colin Hanks jako Alexander "Alex" Whitman – człowiek, przyjaciel Marii i Liz
- Emilie de Ravin jako Tess Harding – czwarty obcy, wychowywała się poza Roswell
- Nick Wechsler jako Kyle Valenti – syn szeryfa, od drugiej serii wyznawca Buddy
- William Sadler jako Jim Valenti – szeryf Roswell
- Adam Rodriguez jako Jesse Esteban Ramirez – pojawia się w 3. serii, mąż Isabel

## Przegląd sezonów
W sumie w latach 1999–2002 nakręcono 61 odcinków podzielonych na trzy sezony.
| Seria | Seria | Odcinki | Premierowa emisja   | Premierowa emisja | Premierowa emisja | Premierowa emisja | Premierowa emisja |
| Seria | Seria | Odcinki | Premiera            | Finał             | Stacja            | Premiera          | Finał             |
| ----- | ----- | ------- | ------------------- | ----------------- | ----------------- | ----------------- | ----------------- |
|       | 1     | 22      | 6 października 1999 | 15 maja 2000      | The WB            | 13 maja 2001      | 26 sierpnia 2001  |
|       | 2     | 21      | 2 listopada 2000    | 21 maja 2001      | The WB            | 16 listopada 2002 | 8 marca 2003      |
|       | 3     | 18      | 9 października 2001 | 14 maja 2002      | UPN               | 15 marca 2003     | 2 sierpnia 2003   |